# 拉沙佩勒穆利耶尔
拉沙佩勒穆利耶尔（法語：La Chapelle-Moulière，法語發音：[la ʃapɛl muljɛʁ]）是法国新阿基坦大区维埃纳省的一个市镇，位于该省中部略偏东，属于普瓦捷区和大普瓦捷城市公共社区。

## 地理
拉沙佩勒穆利耶尔（46°38'58"N, 0°33'54"E）面积17.11 平方千米，位于法国新阿基坦大区维埃纳省，该省份为法国中西部省份，北起曼恩-卢瓦尔省和安德尔-卢瓦尔省，西接德塞夫勒省，南至夏朗德省，东南接上维埃纳省，东临安德尔省。
与拉沙佩勒穆利耶尔接壤的市镇（或旧市镇、城区）包括：贝勒丰、博讷、博讷伊马图尔、利尼耶、蒙塔米塞、圣乔治莱巴亚若。

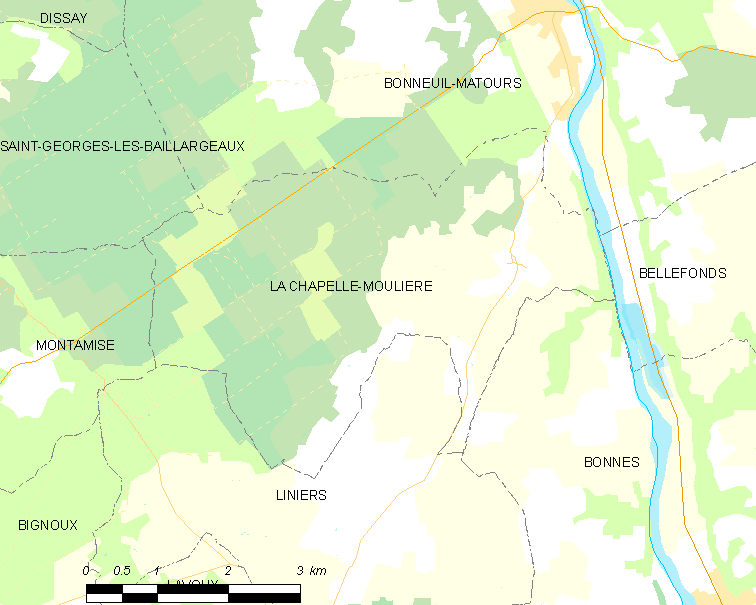
拉沙佩勒穆利耶尔的OSM定位图

拉沙佩勒穆利耶尔的时区为UTC+01:00、UTC+02:00（夏令时）。

## 行政
拉沙佩勒穆利耶尔的邮政编码为86210，INSEE市镇编码为86058。

## 政治
拉沙佩勒穆利耶尔所属的省级选区为普瓦图地区沙斯讷伊县。

## 人口

1962-2008年间拉沙佩勒穆利耶尔人口变化图示

拉沙佩勒穆利耶尔于2022年1月1日时的人口数量为730人。